# Javier Pastore
Javier Matías Pastore (Córdoba, 1989. június 20. –) argentin labdarúgóközéppályás, a Katar SC játékosa.

## Pályafutása

### Talleres
Javier Matías Pastore 1989-ben született Córdoba városában, Argentínában és a Talleres akadémiáján sajátította el a labdarúgás alapjait. 2007-ben debütált az argentin másodosztályban, de mindössze 5 mérkőzésen szerepelt.

### Huracán
2008. május 24-én debütált a River Plate ellen 1–0-ra elvesztett mérkőzésen. A 2009-es Clausura bajnokságban Ángel Cappa irányításával, alapemberként számoltak vele. A River Plate ellen mutatott teljesítménye különösen kiemelkedő volt, mivel kétszer is betalált, így segítve a Huracánt a 4–0-ra nyert meccsen, amivel 60 év után a legnagyobb győzelmüket ünnepelhették. Végül hét góllal és három gólpasszal a csapat gólkirálya lett.

### Palermo
2009. július 11-én az olasz Palermo hivatalosan is bejelentette, hogy öt évre szerződést kötöttek vele, 2014. június 30-ig. Átigazolási díja pedig, mintegy 5 millió euró volt. Több klub is le szerette volna szerződtetni, többek között a Manchester United, a Porto, az AC Milan és a Chelsea is.
2009. augusztus 23-án debütált a bajnokságban, 2010. január 30-án pedig megszerezte első gólját is Palermo színeiben a Bari ellen 2–4-re elvesztett meccsen. Delio Rossi irányításánál alapemberré lépett elő. Teljesítményével hozzájárul a Palermo bajnoki 5. helyéhez, amivel Európa-liga kvalifikációt szereztek. A 2010–11-es szezonban, november 14-én megszerezte pályafutása első profi mesterhármasát a Catania ellen.  2011. július 30-án a klub elnöke, Maurizio Zamparini felfedte, hogy megállapodtak Pastore PSG-hez való átigazolásáról.

### Paris Saint-Germain
2011. augusztus 6-án vált hivatalossá, hogy Pastore a francia Paris Saint-Germain játékosa lett. A 27-es mezszámot kapta meg. Az átigazolási pénzösszegről ellentmondásos információkat adtak ki a felek, a PSG szerint hivatalosan 39,8 millió eurót fizettek érte, azonban a Palermo csak 22,8 millióról számolt be. Később ezt egy eljárás keretében vizsgálták.
2011. szeptember 11-én szerezte első gólját a Ligue 1-ben, a Brest elleni 1–0-s győzelem során. 2012. szeptember 18-án meglőtte első Bajnokok Ligája-gólját is az az ukrán Dinamo Kijev elleni 4–1-re megnyert összecsapáson. A 2014–15-ös kiírásban több mint 50 alkalommal lépett pályára, és bekerült az "UNFP év csapatába" is, emellett a PSG négyes sikert ért el, ugyanis a bajnokság után a francia kupát, a francia ligakupát és a francia szuperkupát is elhódította.
A 2016–17-es idény előtt a 10-es számú mezt átvette a távozó Zlatan Ibrahimovićtól. A szezon nagy részét sérülések miatt ki kellett hagynia. 2017. február 26-án a Marseille elleni csúcsrangadón, a Le Classique-ben szerepelt újra a kezdők között, ahol segítette Edinson Cavani gólját az 5–1-es idegenbeli győzelemben. Három nappal később csereként küldték be és megszerezte a nyitógólt, majd ismét gólpaaszt adott Cavaninak, így a PSG 2–0-ra legyőzte a másodosztályú Chamois Niortiast, amivel bejutottak a 2017-es francia kupa negyeddöntőjébe. 2017. március 19-én mindkét gólpasszt ő jegyzete a Lyon elleni 2–1-es hazai sikerben.
A 2017–18-as szezon kezdete előtt 10-es mezt a klubhoz világrekorder összegért érkező Neymarnak adták, és Pastore visszakapta korábbi 27-es számát. A 2018-as kupadöntőben a 86. percben csereként állt be a Les Herbiers ellen 2–0-ra nyert meccsen.

### AS Roma
2018. június 26-án öt évre írt alá az olasz AS Romával, mezszáma ugyanúgy a 27-es lett. A Serie A-ban augusztus 19-én, a Torino ellen idegenbeli 1–0-ra során debütált a klub színeiben. Augusztus 27-én szerezte első gólját a klubban az Atalanta elleni 3–3-as hazai döntetlen során.
2021. augusztus 30-án közös megegyezéssel szerződését bontottak.

### Elche
2021. szeptember 4-én egy évre elkötelezte magát a spanyol La Ligában szereplő Elchéhez. Szeptember 18-án a Levante elleni 1–1-es döntetlen során lépett először pályára, csereként. A 2022–23-as évad első felében összesen csupán 4 percet játszott a Almería ellen. A legtöbb találkozón végig a kispadon ült, vagy nem is nevezték a keretbe.
2023 januárjában bejelentette, hogy a szerződését közös megegyezéssel felbontották és szabadon igazolható lett.

### Katar SC
2023. január 11-én megállapodott a Katar SC csapatával.

### A válogatottban
Diego Maradona szövetségi kapitány hívta be először az argentin nemzeti csapatba egy nem hivatalos barátságos mérkőzésre a katalán „válogatott” ellen 2009. december 22-én. Itt csereként beállva gólt jegyzett, de miután ez egy a FIFA által el nem ismert mérkőzés volt, hivatalosan nem került be találata a statisztikái közé.
Hivatalos bemutatkozása 2010. május 25-én volt Kanada ellen, majd Maradona nevezte Argentína 23 fős keretébe a 2010-es világbajnokságra. Már Sergio Batista menedzser irányításával bekerült a 2011-es Copa América keretbe is, ahol Argentínát a későbbi győztes Uruguay büntetőkkel ejtette ki a negyeddöntőben.
Pastore 2015. március 31-én szerezte első válogatott gólját az Ecuador elleni 2–1-es barátságos mérkőzésen a MetLife Stadionban. A 2015-ös Copa Amáricán az első összecsapáson kezdett, majd az elődöntőben a nemzeti gárda második gólját jegyzete, majd Ángel Di Maríának segítette a harmadik gólját, így végül 6–1-re legyőzték Paraguayt és bejutottak a torna döntőjébe. A július 4-i fináléban, a házigazda Chile ellen a 81. percben cserélték le Éver Banegára. A 0–0-s döntetlent követően végül Chile diadalmaskodott a 4–1-es büntetőpárbajban.

## Statisztika

### Klubcsapatokban
2022. augusztus 22-én frissítve.
| Klub                | Szezon           | Bajnokság                  | Bajnokság | Bajnokság | Kupa  | Kupa | Nemzetközi | Nemzetközi | Összesen | Összesen |
| Klub                | Szezon           | Liga                       | Mérk.     | Gól       | Mérk. | Gól  | Mérk.      | Gól        | Mérk.    | Gól      |
| ------------------- | ---------------- | -------------------------- | --------- | --------- | ----- | ---- | ---------- | ---------- | -------- | -------- |
| Talleres            | 2006–07          | Primera B Nacional         | 5         | 0         | 0     | 0    | —          | —          | 5        | 0        |
| Talleres            | Összesen         | Összesen                   | 5         | 0         | 0     | 0    | —          | —          | 5        | 0        |
| Huracán             | 2007–08          | Argentine Primera División | 1         | 0         | 0     | 0    | —          | —          | 1        | 0        |
| Huracán             | 2008–09          | Argentine Primera División | 30        | 8         | 0     | 0    | —          | —          | 30       | 8        |
| Huracán             | Összesen         | Összesen                   | 31        | 8         | 0     | 0    | —          | —          | 31       | 8        |
| Palermo             | 2009–10          | Serie A                    | 34        | 3         | 3     | 0    | —          | —          | 37       | 3        |
| Palermo             | 2010–11          | Serie A                    | 35        | 11        | 4     | 1    | 6          | 1          | 45       | 13       |
| Palermo             | Összesen         | Összesen                   | 69        | 14        | 7     | 1    | 6          | 1          | 82       | 16       |
| Paris Saint-Germain | 2011–12          | Ligue 1                    | 33        | 13        | 3     | 1    | 7          | 2          | 43       | 16       |
| Paris Saint-Germain | 2012–13          | Ligue 1                    | 34        | 4         | 4     | 2    | 10         | 3          | 48       | 9        |
| Paris Saint-Germain | 2013–14          | Ligue 1                    | 29        | 1         | 6     | 1    | 6          | 1          | 41       | 3        |
| Paris Saint-Germain | 2014–15          | Ligue 1                    | 34        | 5         | 7     | 1    | 10         | 0          | 51       | 6        |
| Paris Saint-Germain | 2015–16          | Ligue 1                    | 16        | 2         | 4     | 1    | 6          | 0          | 26       | 3        |
| Paris Saint-Germain | 2016–17          | Ligue 1                    | 15        | 0         | 6     | 3    | 2          | 0          | 23       | 3        |
| Paris Saint-Germain | 2017–18          | Ligue 1                    | 25        | 4         | 9     | 1    | 3          | 0          | 37       | 5        |
| Paris Saint-Germain | Összesen         | Összesen                   | 186       | 29        | 39    | 10   | 44         | 6          | 269      | 45       |
| AS Roma             | 2018–19          | Serie A                    | 14        | 3         | 2     | 1    | 1          | 0          | 17       | 4        |
| AS Roma             | 2019–20          | Serie A                    | 11        | 0         | 0     | 0    | 4          | 0          | 15       | 0        |
| AS Roma             | 2020–21          | Serie A                    | 5         | 0         | 0     | 0    | 0          | 0          | 5        | 0        |
| AS Roma             | Összesen         | Összesen                   | 30        | 3         | 2     | 1    | 5          | 0          | 37       | 4        |
| Elche               | 2021–22          | La Liga                    | 13        | 0         | 2     | 0    | —          | —          | 15       | 0        |
| Elche               | 2022–23          | La Liga                    | 1         | 0         | 0     | 0    | —          | —          | 1        | 0        |
| Elche               | Összesen         | Összesen                   | 14        | 0         | 2     | 0    | —          | —          | 16       | 0        |
| Katar SC            | 2022–23          | QSL                        | 0         | 0         | 0     | 0    | —          | —          | 0        | 0        |
| Katar SC            | Összesen         | Összesen                   | 0         | 0         | 0     | 0    | —          | —          | 0        | 0        |
| Karrier összesen    | Karrier összesen | Karrier összesen           | 335       | 54        | 50    | 12   | 55         | 7          | 440      | 73       |

### A válogatottban
2017-ben frissítve.
| Nemzeti csapat | Év       | Mérkőzés | Gól |
| -------------- | -------- | -------- | --- |
| Argentína      | 2010     | 4        | 0   |
| Argentína      | 2011     | 7        | 0   |
| Argentína      | 2012     | 0        | 0   |
| Argentína      | 2013     | 0        | 0   |
| Argentína      | 2014     | 5        | 0   |
| Argentína      | 2015     | 11       | 2   |
| Argentína      | 2016     | 0        | 0   |
| Argentína      | 2017     | 2        | 0   |
| Összesen       | Összesen | 29       | 2   |

## Fordítás
Ez a szócikk részben vagy egészben  a   Javier Pastore című angol Wikipédia-szócikk fordításán alapul.  Az eredeti cikk szerkesztőit annak laptörténete sorolja fel. Ez a jelzés csupán a megfogalmazás eredetét és a szerzői jogokat jelzi, nem szolgál a cikkben szereplő információk forrásmegjelöléseként.